# Зленко Анатолій Максимович
Анато́лій Макси́мович Зле́нко (нар. 2 червня 1938, смт Ставище, Київська область, Українська РСР, СРСР — 1 березня 2021) — український політичний діяч та дипломат, перший Міністр закордонних справ України (1990—1994, 2000—2003). Постійний представник України в ООН (1994—1997), надзвичайний і повноважний посол України у Франції (1997—2000) та Португалії (1998—2000). Повний кавалер ордена князя Ярослава Мудрого.

## Життєпис

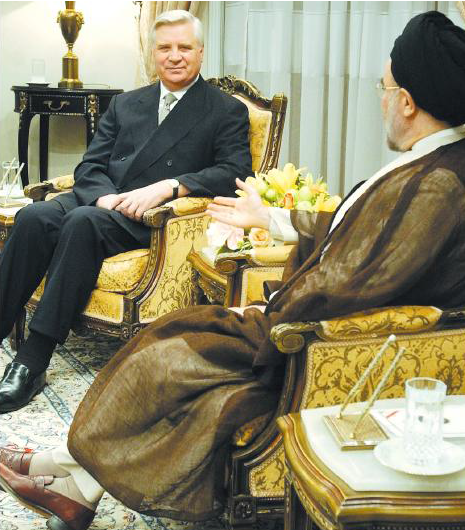
Міністр закордонних справ України Анатолій Зленко з Президентом Ірану Мохаммадом Хатамі 19 липня 2003 року

Народився 2 червня 1938 року у смт Ставище Київської області.
У 1959 закінчив Київський гірничий технікум. Почав працювати гірничим майстром шахти «Максимівка-Полога» тресту «Кадіїввугілля», місто Кадіївка (Стаханов).
1967 року закінчив Київський університет.
У 1967—1973 рр. — аташе, 2-й секретар відділу міжнародних організацій МЗС УРСР.
З 03.1973 р. — співробітник Секретаріату ЮНЕСКО в Парижі.
З 1979 р. — радник відділу міжнародних організацій у справах ЮНЕСКО МЗС УРСР.
З 10.1983 р. по 03.1987 р. — Постійний Представник УРСР при ЮНЕСКО.
З квітня 1987 р. — заступник міністра, з 07.1989 р. по 07.1990 р. — перший заступник міністра закордонних справ УРСР.
З 07.1990 р. по 25.08.1994 р. — міністр закордонних справ України.
З вересня 1994 р. по 09.1997 р. — Постійний представник України при ООН.
З 19.09.1997 р. по 02.10.2000 р. — Посол України у Французькій Республіці, з 19.09.1997 р. по 17.10.2000 р. — Постійний Представник України при ЮНЕСКО, Представник України у Виконавчій раді ЮНЕСКО з 23.11.1998 р.
Надзвичайний і Повноважний Посол України в Португальській Республіці з 14.04.1998 р. по 17.10.2000 р. (за сумісництвом).

### Міністр закордонних справ
З жовтня 2000 року по вересень 2003 року був міністроом закордонних справ України. Він заявив, що європейський напрям зовнішньої політики має стати головним для України.
"З урахуванням політичних, економічних і гуманітарних інтересів, зв'язків, що історично склалися, першорядне значення для України набуває європейський напрям зовнішньої політики, приєднання до загальноєвропейського процесу, оскільки Україна практично вилучена з регіональної багатосторонньої співпраці в Європі", - наголошував він.
Іще одним пріоритетом він називав розвиток нормальних відносин з усіма країнами, і передусім - з сусідами України, і наголошував на тому, що вони мають дотримуватися "принципу недоторканності кордонів у повоєнній Європі, що історично склалися і знайшли своє закріплення у Гельсінському заключному акті".
І ці слова лунали у той самий час, коли прем'єр-міністр Великої Британії Маргарет Тетчер навіть не припускала можливості незалежності України і встановлення дипломатичних відносин її країни з Україною і проводила такі аналогії: "Британія не веде окремих переговорів з Аляскою чи Каліфорнією".
Анатолій Зленко у серпні 1990 року готував перший візит до України президента іншої держави, під час якого була підписана угода про двосторонні відносини. Цією країною була Угорщина.
Встановлення дипломатичних відносин із іншими державами відбувалося дуже швидко. Усього за рік після референдуму про незалежність у грудні 1991 року дипломатичні відносини були встановлені із 110 країнами.
Анатолій Зленко був одним із учасників історичного процесу розлучення України із СРСР за президентства Леоніда Кравчука, у тому числі переговорів про ядерне роззброєння України та поділ Чорноморського флоту.

### Касетний скандал
Прийшовши на посаду вдруге у жовтні 2000 року, за президентства Леоніда Кучми, він назвав роботу попередників (а перед ним міністрами були Борис Тарасюк та Олександр Чалий) "декларативною дипломатією" і пообіцяв, що європейський вибір буде "матеріалізовуватися у конкретних формах".
"Наш курс на євроінтеграцію залишається незмінним. А головна мета зараз полягає в тому, щоб активніше вишукувати нові нестандартні підходи, інструменти і механізми його реалізації", - заявляв Анатолій Зленко.
Але цей його період роботи збігся у часі зі скандалами, внаслідок яких Україна опинилася у міжнародній ізоляції.
Ідеться про так званий "касетний скандал", вбивство журналіста Георгія Гонгадзе і звинувачення Києва у продажу зброї - систем "Кольчуга" - Іраку, всупереч міжнародним санкціям.
У 2000 році на саміті Україна-ЄС спільна заява сторін передбачала "подальше поглиблення співпраці як значний внесок у забезпечення миру, стабільності і процвітання Європи". Експерти прогнозували, що вже того ж року Україна стане асоційованим членом ЄС.
Але вже наступного, 2001 року оптимізм ЄС стосовно України згас саме через "касетний скандал". І саме тоді українська влада почала говорити про необхідність двовекторної міжнародної політики, іншими словами, поглиблення співпраці із Росією.
З жовтня 2003 р. — радник Президента України з міжнародних питань.
З 12.2003 р. — представник України в Комісії ООН з прав людини.
З 2010 року обіймав посаду декана факультету міжнародних відносин Київського славістичного університету.

### Позиція щодо Росії
Ексміністр закордонних справ за часів президентства Петра Порошенка мав відмінну від української влади позицію стосовно Росії.
"Дуже шкода, що ми йдемо на жорстку конфронтацію з сусідами. Звичайно, я не виправдовую Росію, яка пішла на недружній крок стосовно України. Але не хотілось би, що б ми зруйнували основу майбутніх відносин на багато років уперед. У будь-якому разі, в майбутньому, коли закінчаться ці речі на сході, нам доведеться шукати спільну мову і будувати нормальні стосунки із сусідами. У тому числі з Росією... Нам потрібні будуть стосунки з Росією. Я не перебільшу, якщо скажу, що вони життєво необхідні", - казав він в інтерв'ю виданню Kp.ua у січні 2015 року.
Також Анатолій Зленко вважав, що заради встановлення миру на Донбасі слід вести переговори у тому числі і з ватажками самопроголошених "ДНР" та "ЛНР": "Я готовий сісти за стіл навіть із дідьком, якщо це дасть нам шлях до миру. (.....) Ніколи не боятимусь подібних заяв".

### Смерть
Анатолій Зленко помер 1 березня 2021 року. Був похований 4 березня на Байковому кладовищі (ділянка № 42а).
Володів англійською, іспанською, португальською та французькою мовами.

## Праці
Автор 100 праць на міжнародну тематику.
- «ЮНЕСКО і актуальні проблеми сучасності» (Київ 1986),
- «Нові реалії зовнішньої політики» (Київ 1992),
- «Важливий крок в Європу» (Київ 1994),
- «Україна — ООН: переговори, компроміси, рішення» (Київ 1997),
- «Зовнішня політика України: від романтизму до прагматизму» (Київ 2001),
- «Від внутрішніх потреб до зовнішніх пріоритетів» (Київ 2002),
- «Дипломатія і політика. Україна в процесі динамічних геополітичних змін» / Худож.-оформлювач Б. П. Бублик, В. А. Мурликін. — Харків: Фоліо, 2003.- 559с. ISBN 966-03-2130-9

## Нагороди
- Орден князя Ярослава Мудрого I ст (23 серпня 2021, посмертно) — за значний особистий внесок у державне будівництво, зміцнення обороноздатності, соціально-економічний, науково-технічний, культурно-освітній розвиток Української держави, вагомі трудові досягнення, багаторічну сумлінну працю та з нагоди 30-ї річниці незалежності України[5]
- Орден князя Ярослава Мудрого II ст. (22 грудня 2017) — за вагомий особистий внесок у зміцнення міжнародного співробітництва України, багаторічну плідну дипломатичну діяльність та високий професіоналізм[6]
- Орден князя Ярослава Мудрого III ст. (22 січня 2016) — за значний особистий внесок у державне будівництво, соціально-економічний, науково-технічний, культурно-освітній розвиток Української держави, справу консолідації українського суспільства, багаторічну сумлінну працю[7]
- Орден князя Ярослава Мудрого IV ст. (23 серпня 2011) — за значний особистий внесок у становлення незалежності України, утвердження її суверенітету та міжнародного авторитету, заслуги у державотворчій, соціально-економічній, науково-технічній, культурно-освітній діяльності, сумлінне та бездоганне служіння Українському народові[8]
- Орден князя Ярослава Мудрого V ст. (30 травня 2008) — за значний особистий внесок у становлення та розвиток української дипломатичної служби, піднесення авторитету України на міжнародній арені[9]
- Командорський хрест із зіркою ордена святого Григорія Великого (Ватикан, 11 грудня 2001)[10][11]
- Орден «За заслуги» I ст. (2003)[12], II ст. (1999)[13], III ст. (1997)[14]
- почесна Грамота Президії Верховної Ради УРСР (1.06.1988)
- Орден Почесного легіону (Франція, 1998)
- Орден Заслуг (Португалія, 1998)
- Орден Честі (Грузія, 2003)